# Saint-Céneri-le-Gérei
 Saint-Céneri-le-Gérei  es una población y comuna francesa, situada en la región de Baja Normandía, departamento de Orne, en el distrito de Alençon y cantón de Alençon-1.

## Demografía
| 140 | 121 | 122 | 136 | 152 | 122 |
| Para los censos de 1962 a 1999 la población legal corresponde a la población sin duplicidades (Fuente: INSEE [Consultar]) |     |     |     |     |     |